# Горбатенко Іван Федорович
Іван Федорович Горбатенко (нар. 1901, село Матусів, тепер Звенигородського району Черкаської області — ?) — радянський партійний діяч, секретар Ровенського обласного комітету КП(б)У, голова Тимчасового управління міста Ровно (Рівне) Волинського воєводства. Депутат Ровенської обласної ради депутатів трудящих 1-го скликання.

## Біографія
Народився в бідній селянській родині. З одинадцятирічного віку пас худобу, був погоничем та наймитом у заможних селян.
У 1919—1924 роках — у Червоній армії, учасник громадянської війни в Росії.
Після демобілізації працював робітником Кременчуцького лісозаводу.
Член ВКП(б).
Закінчив вечірню радянську партійну школу в Кременчуці. Працював у Крюківському міському комітеті КП(б)У. До 1930 року — пропагандист КП(б)У на Крюківському вагоноремонтному заводі.
У 1930—1934 роках — секретар партійної організації Кременчуцької сукняної фабрики; в апараті Кременчуцького міського комітету КП(б)У; секретар партійної організації Кременчуцької тютюнової фабрики.
У 1934 році закінчив Харківські обласні курси марксизму-ленінізму.
У грудні 1934—1938 роках — інструктор, 2-й секретар, 1-й секретар Козельщанського районного комітету КП(б)У Харківської (Полтавської) області; 1-й секретар Ковалівського районного комітету КП(б)У Полтавської області.
З 1938 до листопада 1939 року — завідувач організаційно-інструкторського відділу Полтавського обласного комітету КП(б)У.
З вересня до листопада 1939 року — голова Тимчасового управління міста Ровно (Рівне) Волинського воєводства.
27 листопада 1939 — липень 1941 року — 3-й секретар Ровенського обласного комітету КП(б)У.
Подальша доля невідома.